# Sciadotenia
Sciadotenia é um género botânico pertencente à família Menispermaceae.

## Espécies
| - Sciadotenia acutifolia - Sciadotenia amazonica - Sciadotenia brachypoda - Sciadotenia campestris - Sciadotenia candicans - Sciadotenia cayennensis - Sciadotenia duckei - Sciadotenia eichleriana - Sciadotenia javariensis - Sciadotenia mathiasiana - Sciadotenia microphylla | - Sciadotenia nitida - Sciadotenia pachnococca - Sciadotenia paraensis - Sciadotenia peruviana - Sciadotenia pubistaminea - Sciadotenia ramiflora - Sciadotenia sagotiana - Sciadotenia similis - Sciadotenia solimoesana - Sciadotenia sprucei - Sciadotenia toxifera |

1. ↑  «Sciadotenia — World Flora Online». www.worldfloraonline.org. Consultado em 19 de agosto de 2020